# 크라이슬러 ME412
크라이슬러 ME412(영어: Chrysler ME412)는 크라이슬러에서 2004년에 한정 생산했던 스포츠카이다.

## 배경
ME412의 생산 댓수는 2대이다.첫 번째는 다임러의 성능 전문 지식을 사용한 오토쇼 버전이었지만 운영 능력이 제한적이었으며, 2003년에 소규모 팀에 의해 무대 뒤에서 디자인되었다. 2004년 디트로이트에서 열린 북미 국제 오토쇼(NAIAS)에서 공개된 오토쇼 차량은 설계와 개발에 1년이 채 걸리지 않았다. 외부 디자인은 미국인 Brian Nielander가 디자인하였다.